# Hubošovce

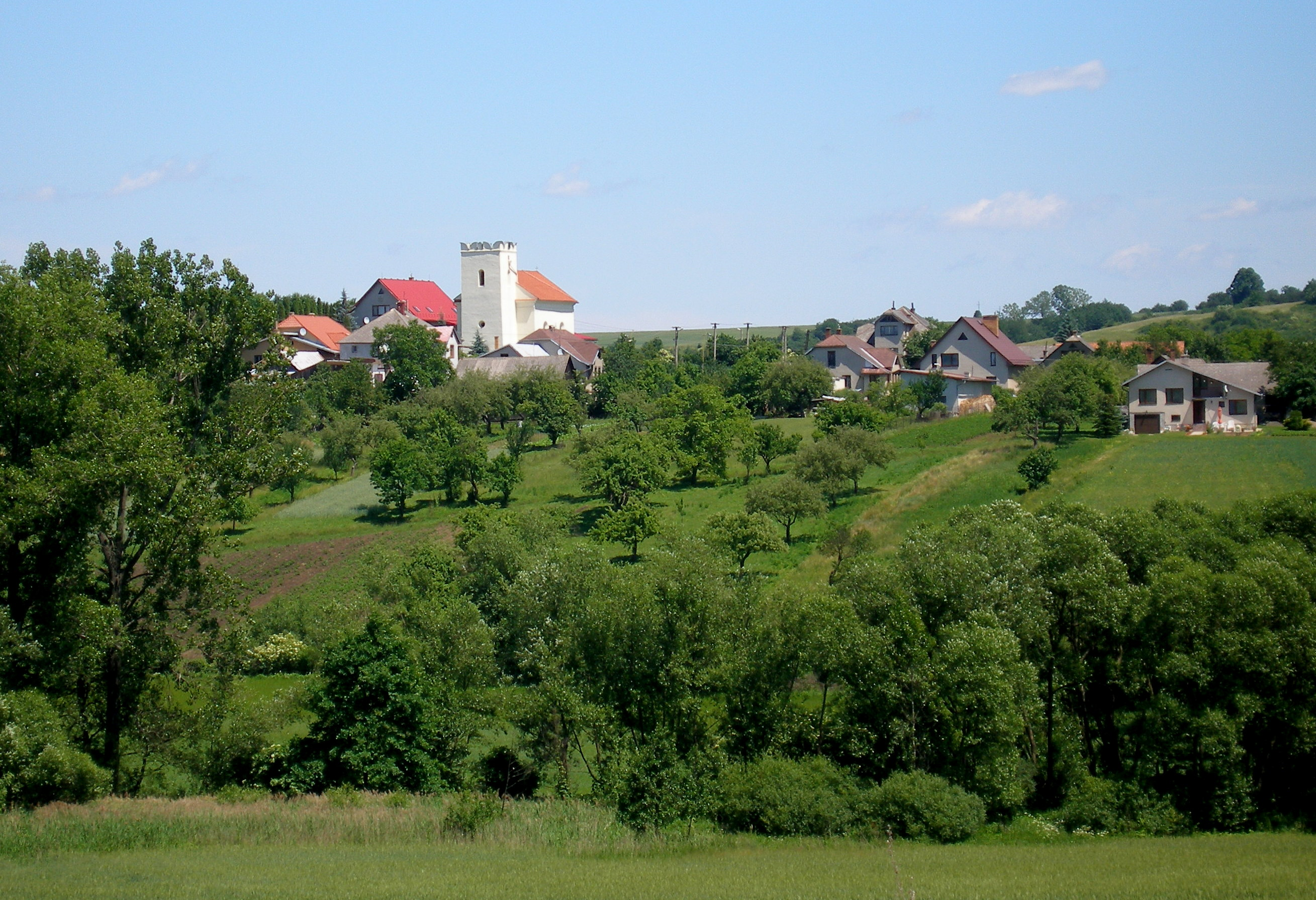
Hubošovce, Eslovaquia

Hubošovce es un municipio del distrito de Sabinov, en la región de Prešov, Eslovaquia. Tiene una población estimada, a fines del año 2020, de 528 habitantes.
Está ubicado en el centro-oeste de la región, en el valle del río Torysa (cuenca hidrográfica del río Tisza)

## Demografía
| Año        | 1994 | 2004    | 2014     | 2024    |
| ---------- | ---- | ------- | -------- | ------- |
| Población  | 409  | 421     | 512      | 535     |
| Diferencia |      | +2,93 % | +21,61 % | +4,49 % |

| Año        | 2023 | 2024    |
| ---------- | ---- | ------- |
| Población  | 523  | 535     |
| Diferencia |      | +2,29 % |